# Fetalni hemoglobin
Fetalni hemoglobin (hemoglobin F, HbF, α2γ2) je glavni kiseonični transportni protein u ljudskom fetusu tokom zadnjih sedam meseci razvića u materici i u novorođentu do oko 6 meseci starosti. Funkcionalno se fetalni hemoglobin uglavnom razlikuje od hemoglobina odrasle osobe po tome što ima sposobnost vezivanja kiseonika sa većim afinitetom, što daje fetusu bolji pristup kiseoniku iz majčinog krvotoka.
Kod novorođenčadi, fetalni hemoglobin je skoro potpuno zamenjen hemoglobinom odraslih nakon 6 meseci starosti. Izuzetak su jedino pojedini slučajevi talasemije kod kojih HbF može da zadrži do uzrasta od 3 - 5 godina. Kod odraslih, produkcija fetalnog hemoglobina se može farmakološki reaktivirati, što je korisno u tretmanu bolesti kao što je srpasta anemija.